# Grammostola grossa
La tarántula gigante guaraní (Grammostola grossa) es una tarántula que, como todas las especies del género Grammostola, es originaria de Sudamérica. Se encuentra en Brasil, Paraguay, Uruguay y Argentina. La especie fue descrita en 1871 por el austriaco Anton Ausserer, pero sólo recibió su trivial nombre de tarántula gigante guaraní en el siglo XXI por el antropólogo Nils Seethaler. El nombre fue dado a la araña debido a su abundancia en la zona de asentamiento guaraní, cuya agricultura y la tala de bosques asociada ampliaron su área de distribución.

## Características
Con una longitud corporal de hasta 8 cm, es una de las tarántulas de mayor tamaño. Tiene un color de fondo negro-marrón y pelos marrones. Como todas las especies de Grammostola, tiene un pelo urticante claramente visible en el abdomen (Opisthosoma), por lo que pertenece a las llamadas "arañas bombardero", que pueden defenderse con pelos urticantes. Se dice que las hembras pueden vivir hasta 25 años.

## Comportamiento
Grammostola grossa es una araña pájaro terrestre. Se esconde bajo raíces, trozos de corteza, piedras u hojas caídas. En los meses más fríos y durante la muda y el cuidado de las crías, se refugia en madrigueras vivas, que forra con seda de araña. La modificación del hábitat por el hombre debido a la ganadería, la agricultura y la explotación maderera ha permitido la propagación de esta especie. Muchas arañas se encuentran en pastos de ganado y bordes de bosques.

## Conservación en terrario
Muchos animales de esta especie se mantienen en terrarios. Se ofrecen en el comercio especializado desde la década de 1980, primero con el falso nombre de especie Grammostola pulchripes'. Fue identificada en 1994 por Günter E. W. Schmidt como G. grossa. A veces también se ofrecía bajo el falso nombre de especie Grammostola mollicoma, que a su vez es un sinónimo de otra especie de tarántula (Grammostola anthracina).